# Mordella roeri
Mordella roeri es una especie de coleóptero de la familia Mordellidae.

## Distribución geográfica
Habita en Namibia.